# Mark Jollands
Mark Jollands, né en 1977, est un nageur sud-africain.

## Carrière
Mark Jollands est médaillé d'or du relais 4 x 200 mètres nage libre, médaillé d'argent du 400 mètres nage libre et médaillé de bronze du 200 mètres nage libre aux Jeux africains de 1995 à Harare,.
Aux Championnats du monde de natation en petit bassin 1995 à Rio de Janeiro, il termine notamment septième de la finale du 4 x 200 mètres nage libre et huitième de la finale du 200 mètres nage libre.